# Mariana Frigeni
Mariana Frigeni, spesso citata come Mariana Frigeni Careddu (Bergamo, 1909 – Bergamo, 14 dicembre 1997), è stata una scrittrice italiana.

## Biografia
Ha iniziato a scrivere giovanissima e per più di vent'anni ha presieduto il Cenacolo Orobico di Poesia e il Premio Bergamo di Poesia. Ha vissuto tra Bergamo, Milano, Roma, New York e Lugano. Come giornalista ha lavorato per il Corriere Lombardo, la Domenica del Corriere, La Notte, il Giornale di Bergamo, la Gazzetta del Ticino, ecc.
Nei suoi romanzi storici ha raccontato vicende legate alla storia di Bergamo, a condottieri, artisti e genti lombarde - in particolare la trilogia composta da Ludovico il Moro, il signore di Milano, Il condottiero Bartolomeo Colleoni. Vita avventure battaglie amori e Leonardo amore mio.
Il suo romanzo Una donna per vivere è stato tradotto in Gran Bretagna e in Germania. Al suo attivo, figurano oltre ai romanzi, altri racconti, pubblicati su quotidiani e riviste, che sono stati tradotti in molte lingue. Fra le sue poesie: «La notte del principio», tratta da Faville di mezzanotte 2 (Ed. Villadiseriane).
Ha vinto molti premi, nazionali ed internazionali, tra cui l'Ambrogino d'Oro, istituito dal Comune di Milano, il Carroccio della Regione Lombardia, la Rosa Camuna, il Premio Cultura della Presidenza del Consiglio dei Ministri e il Premio speciale della "Dante Alighieri" di New York.
Fra i riconoscimenti ricevuti: la Gran croce al merito della Repubblica e tre lauree honoris causa.

## Opere
- Leonardo amore mio (1994) ISBN 978-8820018498
- Il condottiero. Vita, battaglie e avventure di Bartolomeo Colleoni (1985) ISBN 978-8830405516
- Ludovico il Moro. Un gentiluomo in nero (1980)